# Gofraid mac Fergusa
Gofraid mac Fergusa (... – fl. IX secolo ?), fu un ipotetico sovrano vissuto nel IX secolo la cui esistenza viene attestata dagli Annali dei Quattro Maestri e da vari alberi genealogici riguardanti gli antenati dei Clann Somhairle e Clann Domhnaill.
Stando a questi ultimi, era figlio di Fergus mac Eirc e discendente di Colla Uais. Inoltre, i due annali che menzionano Gofraid mac Fergusa affermano che fosse un sovrano degli Airgialla il quale aiutò Cináed mac Ailpín nell'835, morendo sedici anni dopo come sovrano del regno delle Isole. Il ruolo di Gofraid mac Fergusa nei sopraccitati alberi genealogici è tuttavia cronologicamente impossibile. Gli eventi a lui associati dagli annali non sono avvalorati da alcuna fonte coeva o comunque quasi contemporanea. Infatti, le due voci degli annali che raccontano di questi presunti eventi sono in realtà, stando agli storici, delle false informazioni inserite in un momento antecedente alla metà del XVII secolo.
Nel tentativo di fornire una ricostruzione quando più plausibile possibile, si è ipotizzato che Gofraid mac Fergusa potrebbe essere legato al Clann Somhairle ed essere un antenato per via matrilineare di Gofraid Crobán. Quest'ultimo era l'eponimo della dinastia dei Crovan, una famiglia da cui i membri del Clann Somhairle derivavano le loro pretese a comandare sulle isole. Entrambe le famiglie si contesero il controllo delle isole nel XII e XIII secolo. Un panegirico di epoca precedente afferma che il Clann Somhairle discendeva da un uomo di nome Gofraid, un'ipotesi questa tenuta in grossa considerazione nel XIII secolo. Ad ogni modo, qualunque sia la verità, il numero di generazioni potenzialmente intercorso tra Gofraid Crovan e Gofraid mac Fergusa resta sconosciuto. Questi continui tentativi di elaborare un collegamento tra Gofraid e il Clann Domhnaill lasciano dedurre l'intenzione di far risalire le loro origini alla Scozia dell'Alto Medioevo.

## Una figura genealogica ricorrente

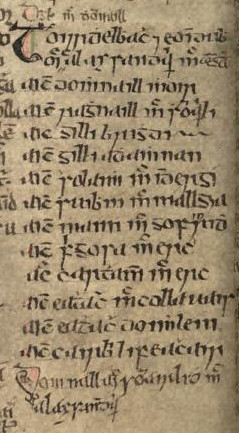
Estratto tratto dal folio 25 della Miscellanea di Ó Cianáin, la prima fonte a menzionare Gofraid mac Fergusa

Esiste più di una dozzina di fonti risalenti almeno al XVIII secolo che delineano la tradizionale ascendenza di Somairle mac Gilla Brigte, omonimo antenato del Clann Somhairle, una stirpe medievale composta da tre rami principali: il Clann Dubhghaill, il Clann Ruaidhrí e il Clann Domhnaill. La fonte più antica relativa all'ascendenza di Somairle è un albero genealogico potenzialmente risalente al XIV secolo. Sebbene non vi sia uniformità tra queste fonti nel delineare l'ascendenza di Somairle, molte di esse fanno riferimento a un certo Gofraid mac Fergusa (Gofraid, figlio di Fergus). Il padre di quest'uomo, Fergus, è generalmente indicato da questi alberi genealogici come il figlio di un uomo di nome Erc, circostanza la quale lascia intuire che questo Fergus corrisponda al Fergus mac Eirc del V secolo, un leggendario sovrano di Dál Riata. Le fonti suddette in genere ricostruiscono diverse generazioni arrivando fino a Colla Uais, un re irlandese altrettanto la cui esistenza non è storicamente accertata e antenato tradizionale della stirpe Uí Macc Uais degli Airgialla.
Il numero di generazioni tra Somairle, Fergus mac Eirc e Colla Uais è decisamente troppo esiguo per descrivere una genealogia accurata, avvalorando l'ipotesi secondo cui siano state necessariamente indicate almeno due figure leggendarie. Ciò evince ancor di più che l'ascendenza di Somairle può essere ricostruita con certezza soltanto fino a uno dei suoi nonni. Le generazioni che intercorrono tra il padre di quest'uomo da Gofraid mac Fergusa variano notevolmente e contengono dei nomi insoliti. Oltre al padre e al nonno di Somairle, le uniche figure che possono essere accertate con sicurezza grazie alla testimonianza di più testi scritti sono Colla Uais (e i suoi immediati discendenti), Fergus mac Eirc e Gofraid mac Fergusa.

## Testimonianze annalistiche spurie

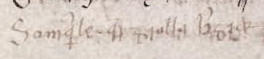
Il nome di Somairle mac Gilla Brigte come riportato sul folio 447v degli Annali dei Quattro Maestri. L'opera riferisce una data della morte di Somairle errata di ben ottantuno anni

Gofraid mac Fergusa è menzionato due volte negli Annali dei Quattro Maestri, in una voce risalente all'834 e in una dell'851. Tuttavia, quest'ultima appare raggruppata assieme a voci corrispondenti ad eventi ritenuti risalenti all'853 in altre fonti. La menzione riferita all'834 identifica Gofraid mac Fergusa come un capo degli Airgialla, e lì si afferma che si recò nel regno di Alba per supportare, su ordine di Cináed mac Ailpín (morto nell'858), il Dalriada scozzese. La seconda voce definisce Gofraid mac Fergusa monarca del Innsi Gall (regno delle Isole) e ne riporta la morte. Si deve, per diverse ragioni, dubitare dell'accuratezza storica delle informazioni contenute negli annali. Ad esempio, Gofraid corrisponde alla versione gaelica di un nome norreno, mentre il nome Fergus è gaelico. Sebbene questi nomi potrebbero lasciar desumere un'ascendenza etnica mista, risulta difficile credere che già all'alba del IX secolo due classi aristocratiche di terre così lontane avessero cominciato a mescolarsi, specialmente se si considera la provenienza geografica degli Airgialla, localizzati nell'Irlanda centro-settentrionale. A riprova di ciò, si pensi al fatto che il nome Gofraid non è attestato tra gli irlandesi o i vichinghi in nessuna fonte irlandese non interpolata e inerente al IX secolo. Ciò conferma che non si conosce alcun Gofraid, figlio di Fergus, tra gli Airgialla, né si conosce alcuna fonte coeva o quasi coeva che avvalori una simile ricostruzione. Inoltre, nessuna opera coeva o quasi conferma che Cináed fosse salito al potere prima dell'842, a eccezione di un solo scritto risalente alla fine del XIII secolo, la Cronaca di Huntingdon, la quale erroneamente data l'inizio del suo regno nell'834. Questo palese errore di calcolo fu ricopiato senza verificarne la veridicità alla fine del XIV secolo dall'importante Chronica Gentis Scotorum di Giovanni di Fordun (morto nel 1363). Un altro dato che scredita ulteriormente le voci riguarda il ricorso anacronistico al termine Innsi Gall ("Isole degli Stranieri"), attestato per la prima volta da una fonte storica del X secolo.
Un'altra voce spuria riguarda il sopraccitato Somairle. Benché sia noto con certezza, che fu ucciso nel 1164. gli Annali dei Quattro Maestri datano erroneamente la sua morte, riportandola ottantuno anni prima, nel 1083. Si tende a credere che sia in quel passaggio sia nelle due voci riguardanti Gofraid mac Fergusa le informazioni siano state artatamente inserite, poiché si tratta in tutti e tre i casi di brevi frasi aggiunte alla fine di analisi piuttosto lunghe. Inoltre, queste tre voci abbracciano un'errata ricostruzione cronologica che fa risalire gli eventi ottantuno anni prima rispetto ad altre fonti. Ad esempio, gli Annali dell'Ulster narrano che Gofraid ua Ímair (morto nel 934) spirò duecentotrenta anni prima della morte di Somairle, mentre gli Annali dei Quattro Maestri collocano la morte di Gofraid mac Fergusa duecentotrenta anni prima della morte di Somairle, datata erroneamente. Inoltre, quest'ultima fonte colloca la morte di Gofraid mac Fergusa sedici anni dopo aver attestato il suo arrivo nel regno di Alba dall'Irlanda, mentre gli Annali dell'Ulster riportano la morte di Gofraid ua Ímair sedici anni dopo il suo arrivo in Gran Bretagna dall'Irlanda.
| La discutibile linea cronologica fornita dagli Annali dei Quattro Maestri |                                                |
| Annali dei Quattro Maestri                                                | Annali dell'Ulster                             |
| 835, Gofraid mac Fergusa arriva ad Alba.                                  | 918, Gofraid ua Ímair giunge in Gran Bretagna. |
| —un arco di sedici anni—                                                  |                                                |
| 851 (=853), muore Gofraid mac Fergusa.                                    | 934, muore Gofraid ua Ímair.                   |
| —un arco di duecentotrenta anni—                                          |                                                |
| 1083, muore Somairle mac Gilla Brigte.                                    | 1164, muore Somairle mac Gilla Brigte.         |

## Evoluzione di un costrutto genealogico

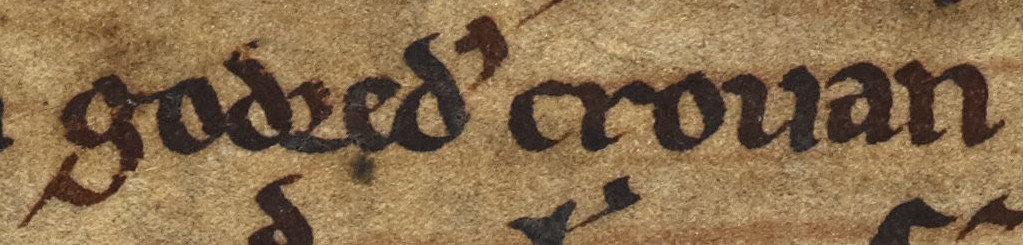
Il nome di Gofraid Crobán come riportato sul folio 50v della Cronaca di Man (Godredus Crouan)

Non si conosce l'esatta ragione per cui un personaggio storicamente incerto come Gofraid mac Fergusa sia stato associato a Gofraid ua Ímair, esistito con certezza. È possibile che quest'artifizio fu realizzato tra il XIV e il XVII secolo e che una distanza cronologica così ampia rispetto all'epoca in cui sarebbe vissuto il sovrano alto-medievale abbia favorito una ricostruzione alternativa. Ciò che è più certo è che i membri del Clann Somhairle del XII e XIII secolo basarono la propria pretesa a comandare nelle Isole dicendosi discendenti dalla moglie di Somairle, Ragnailt, figlia di Amlaíb mac Gofraid (morto nel 1153). Ragnailt e suo padre erano membri della dinastia dei Crovan, il cui progenitore era Gofraid Crobán (morto nel 1095), La posizione di Gofraid Crobán al vertice della dinastia Crovan e del Clann Somhairle, due stirpi in competizione per il controllo delle isole, potrebbe indicare che fosse lui il Gofraid a cui si fa riferimento nella prima testimonianza di un antenato del Clann Somhairle che portava il nome. Questi riferimenti a Gofraid e al suo "seme" o alla sua "stirpe", sopravvivono in due composizioni del XIII secolo di panegirici antecedenti alla prima attestazione di Gofraid mac Fergusa.

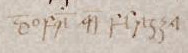
Versione alternativa del nome di Gofraid mac Fergusa nel folio 320v sugli Annali dei Quattro Maestri

Le ragioni nascoste dietro all'apparente trasformazione di Gofraid Crobán in Gofraid mac Fergusa restano incerte. Si può immaginare che la sola presenza di una discendenza matrilineare gli avesse procurato insoddisfazione, motivo per cui sarebbe stata costruita un'inesistente rete di parentele dal lato del padre. Un'altra spiegazione potrebbe essere legata a un rigetto consapevole della figura di Gofraid Crobán, il quale sarebbe stato ignorato in favore di una figura storica con un nome simile come Gofraid ua Ímair. Non si può nemmeno escludere che Gofraid Crobán non fosse stato incluso in quanto non ritenuto un antenato puramente gaelico del Clann Domhnaill. Un altro fattore potrebbe aver riguardato il continuo coinvolgimento del clan negli eventi legati al regno di Scozia. Pertanto, è credibile che Gofraid mac Fergusa fosse stato in principio pensato come antenato per prestare sostegno alla causa dei Clann Domhnaill durante il periodo della grande causa, ovvero quando dopo il 1290 una serie di pretendenti aspirò al trono scozzese, e più in generale durante le guerre d'indipendenza scozzesi. In alternativa, quanto narrato dagli annali potrebbe essere stato falsificato nel XVII secolo nel contesto di una disputa legale tra Randal MacDonnell, I conte di Antrim (morto nel 1636) e un certo George Crawford. Questo caso riguardava rivendicazioni sul possesso dell'isola di Rathlin, motivo per cui MacDonnell intendeva presentare delle prove genealogiche tangibili a sostegno della sua causa. Ad ogni modo, l'inesistente collegamento con Fergus mac Eirc presentato dagli alberi, unito alla connessione inventata con Cináed mac Ailpín registrata dagli annali, sembrano rivelare che i membri del Clann Domhnaill desideravano forgiare un saldo oegame con la storia più antica del regno scozzese. In quanto tali, i parenti potevano rivendicare delle genealogie pari a quelle dei re scozzesi stessi.